# Симакан, Мохамед
Мохамед Симакан (фр. Mohamed Simakan; родился 3 мая 2000, Марсель) — французский футболист, защитник саудовского клуба «Ан-Наср».

## Клубная карьера
Уроженец Марселя, Симакан выступал за молодёжные команды «Виво», «Брюз», «Ружйер», «Олимпик Марсель», «Сен-Габриэль» и «Эр Бель». В июле 2017 года стал игроком академии «Страсбура». 16 мая 2018 года подписал свой первый профессиональный контракт с клубом.
25 июля 2019 года дебютировал в основном составе «Страсбура» в матче квалификации Лиги Европы УЕФА против «Маккаби» из Хайфы. 18 августа 2019 года Симакан дебютировал во французской Лиге 1, выйдя в стартовом составе в матче против «Реймса».
22 марта 2021 года подписал пятилетний контракт с немецким клубом «РБ Лейпциг».
30 августа 2024 года подписал контракт с клубом «Ан-Наср» до 2029 года. Сумма трансфера составила 45 миллионов евро.

## Карьера в сборной
В сентябре 2019 года дебютировал в составе сборной Франции до 20 лет в матче против Словении.

## Личная жизнь
Мохамед родился в семье выходцев из Гвинеи.

## Достижения
«РБ Лейпциг»
- Обладатель Кубка Германии (2): 2021/22, 2022/23